# Spiraea gracilis
Spiraea gracilis är en rosväxtart som beskrevs av Carl Maximowicz. Spiraea gracilis ingår i släktet spireor, och familjen rosväxter. Inga underarter finns listade i Catalogue of Life.